# حنا اولسون
حنا اولسون (بالسويدية: Hanna Olsson)‏ هي لاعبة هوكي الجليد سويدية، ولدت في 20 يناير 1999 في هالسو (جزيرة) في السويد.

## وصلات خارجية
- حنا اولسون على موقع EliteProspects.com (الإنجليزية)
- حنا اولسون على موقع Eurohockey.com (الإنجليزية)
- حنا اولسون على موقع أوليمبيديا (الإنجليزية)
- حنا اولسون على موقع اللجنة الأولمبية السويدية (السويدية)